# Field Museum of Natural History
Das Field Museum of Natural History (kurz FMNH) ist ein Naturkundemuseum in Chicago und gehört zu den am besten besuchten kulturellen Einrichtungen der USA. Mit etwa 85.000 Quadratmetern auf fünf Ebenen, mehr als 500 fest angestellten und ebenso vielen ehrenamtlichen Mitarbeitern und einem Jahresetat von mehr als 50 Millionen US-Dollar handelt es sich um eines der größten Museen der Welt. Eine komplette Besichtigung an einem Tag gilt als schwer möglich.
Das Field Museum liegt in unmittelbarer Nähe zum John G. Shedd Aquarium und dem Adler-Planetarium. Die drei Institutionen bilden den Museum Campus Chicago.

## Geschichte

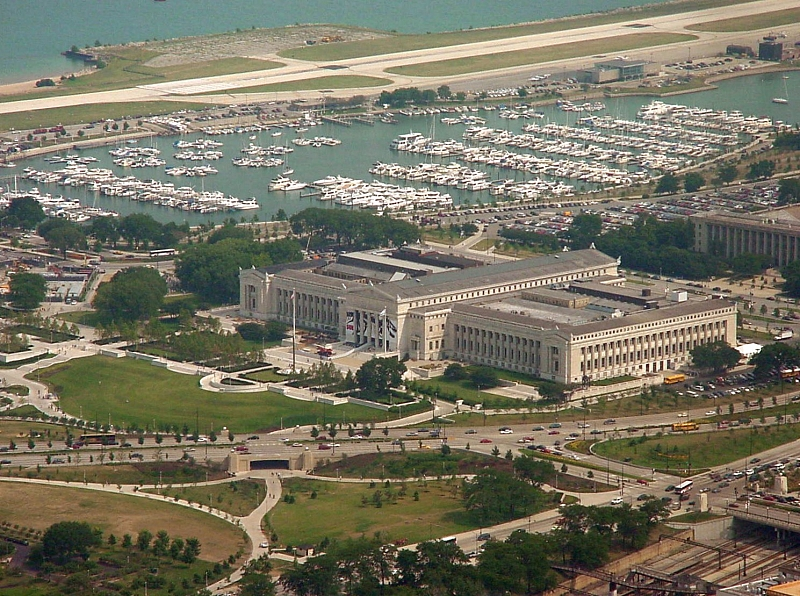
Lage des Field am Michigansee

Das Museum wurde 1893 als Columbian Museum of Chicago gegründet. Nachdem anfänglich sogar Kunst zu seinen Sammelgebieten zählte, fokussierte man das Aufgabengebiet mit der 1905 erfolgten Umbenennung auf Naturwissenschaften und Völkerkunde. Dabei sorgte der Namenspatron Marshall Field für ein noch heute bedeutendes Stiftungsvermögen. 1921 konnte das heutige Haus am Ufer des Michigansee bezogen werden. 1925 wurde der ethnologische Kurator Ralph Linton nach Madagaskar entsandt. Ab 1943 hieß das Museum Chicago Natural History Museum. Am 1. März 1966 erhielt es seinen heutigen Namen.

## Sammlungen und Forschung
Das Field Museum beherbergt mehr als 22 Millionen konservierte Organismen und sonstige Sammlungsobjekte. Es gehört auf diesem Sektor zu den größten naturwissenschaftlichen und anthropologischen Sammlungen weltweit.  Unter den Dermoplastiken sind auch Exemplare von Carl Ethan Akeley (1864–1926) vertreten, einem der bedeutendsten und innovativsten Präparatoren des 20. Jahrhunderts. Zahlreiche Forscher stehen durch Ausleihen in Kontakt bzw. arbeiten zeitweilig in den Sammlungen. Folgende Abteilungen sind vertreten: Völkerkunde, Geologie, Botanik, Zoologie, Büro für Umwelt- und Naturschutz und Büro für Kulturaustausch.
Zusätzlich besitzt das Museum eine Fachbibliothek mit mehr als 250.000 Titeln. Mit den ortsansässigen Universitäten gibt es einen regen Austausch, insbesondere mit der University of Chicago und der University of Illinois at Chicago. Im Gegensatz zu europäischen Museen wird hier aber Wert darauf gelegt, dass die Universitäten ihre eigenen Fachbereiche für Systematik und Taxonomie erhalten und nicht durch diese Kooperation aufgeben. Die sogenannte klassische Biologie, die sich auch mit ganzen Organismen beschäftigt, wird in den USA weiterhin gefördert.

## Museumspädagogik

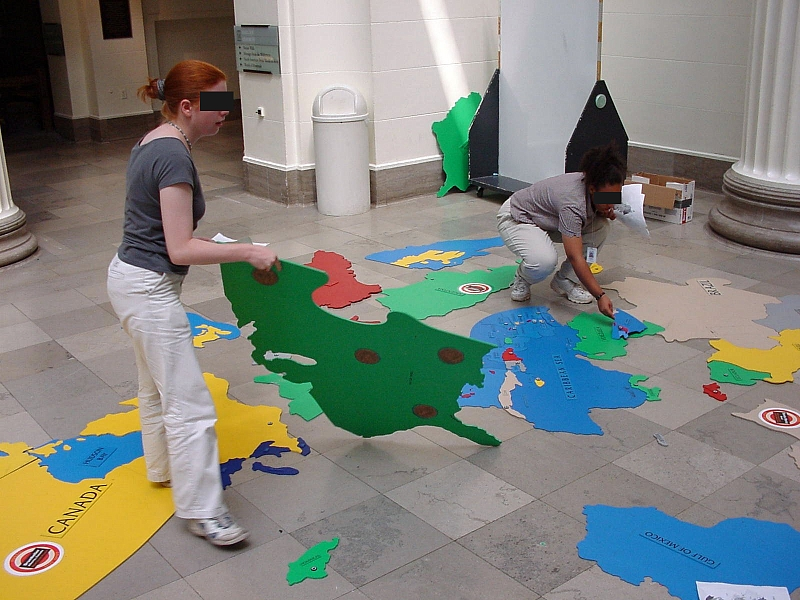
Museumspädagogik im Einsatz

Das Field gehört zu den ersten Museen mit umfangreichem museumspädagogischem Angebot. So startete das Harris-Bildungsprogramm bereits 1912, das sich insbesondere um die Ausbildung von Schülern und Lehrern bemüht. Die eigenständige Abteilung für Bildung begann ihre Arbeit im Jahr 1922.
Seit Juni 2013 ist der YouTube-Kanal The Brain Scoop am Field Museum beheimatet. Moderatorin Emily Graslie berichtet als Chief Curiosity Correspondent in regelmäßigen Videobeiträgen über die Sammlungen und Mitarbeiter des Museums.

## Dauerausstellungen
- Biologie
  - Entwicklung des Lebens
  - Allgemeine Tierkunde
  - Vogelhabitate
  - Primaten
  - Die Tsavo-Löwen
  - Afrikanische Säugetiere
  - Asiatische Säugetiere
  - Menschenfresser von Mfuwe
  - Naturpfade
  - Nordamerikanische Vögel
  - Pflanzen der Welt
  - Reptilien und Amphibien
  - Meeressäugetiere
  - Abenteuer Boden
  - Was ist ein Tier?
  - Welt der Säugetiere

- Geologie
  - Allgemeine Geologie
  - Meteoriten und Kosmos

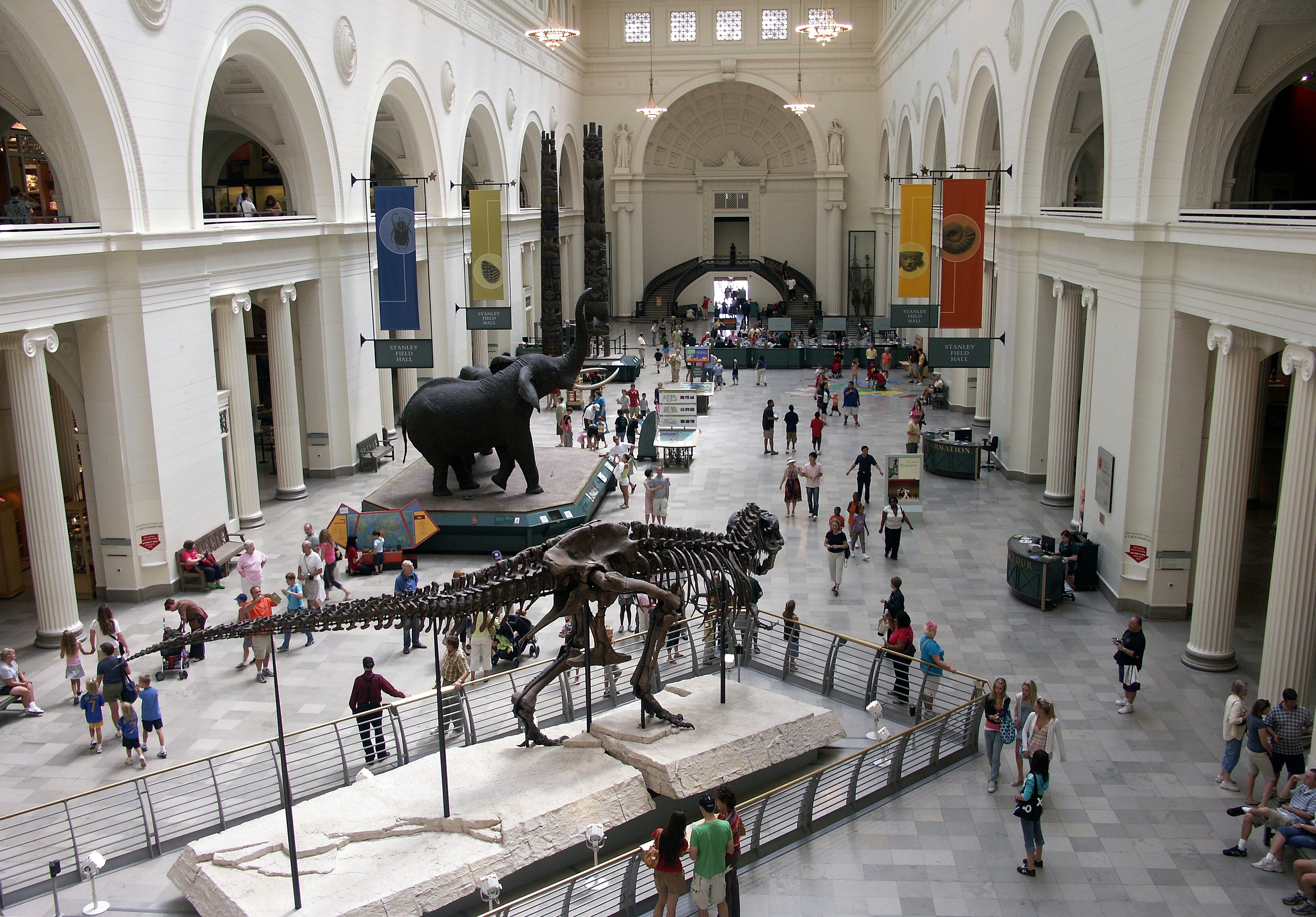
Innenansicht Chicago Field Museum

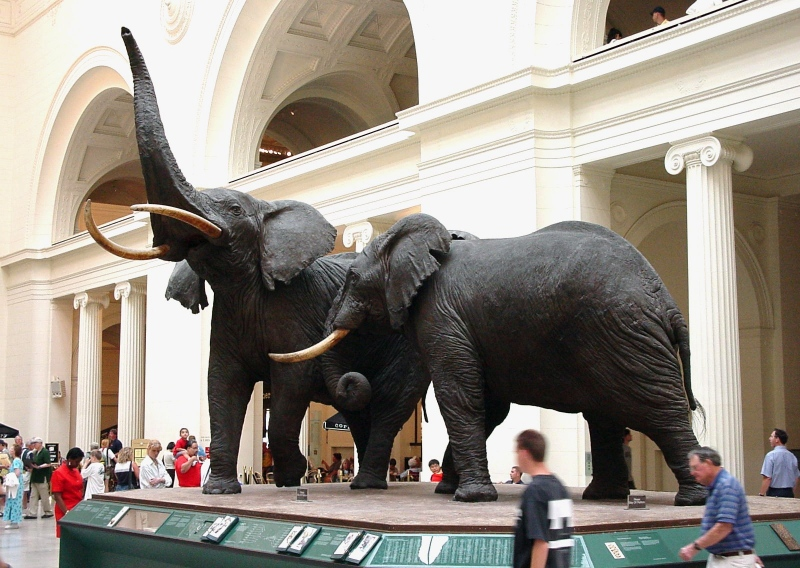
Elefantengruppe von Akeley

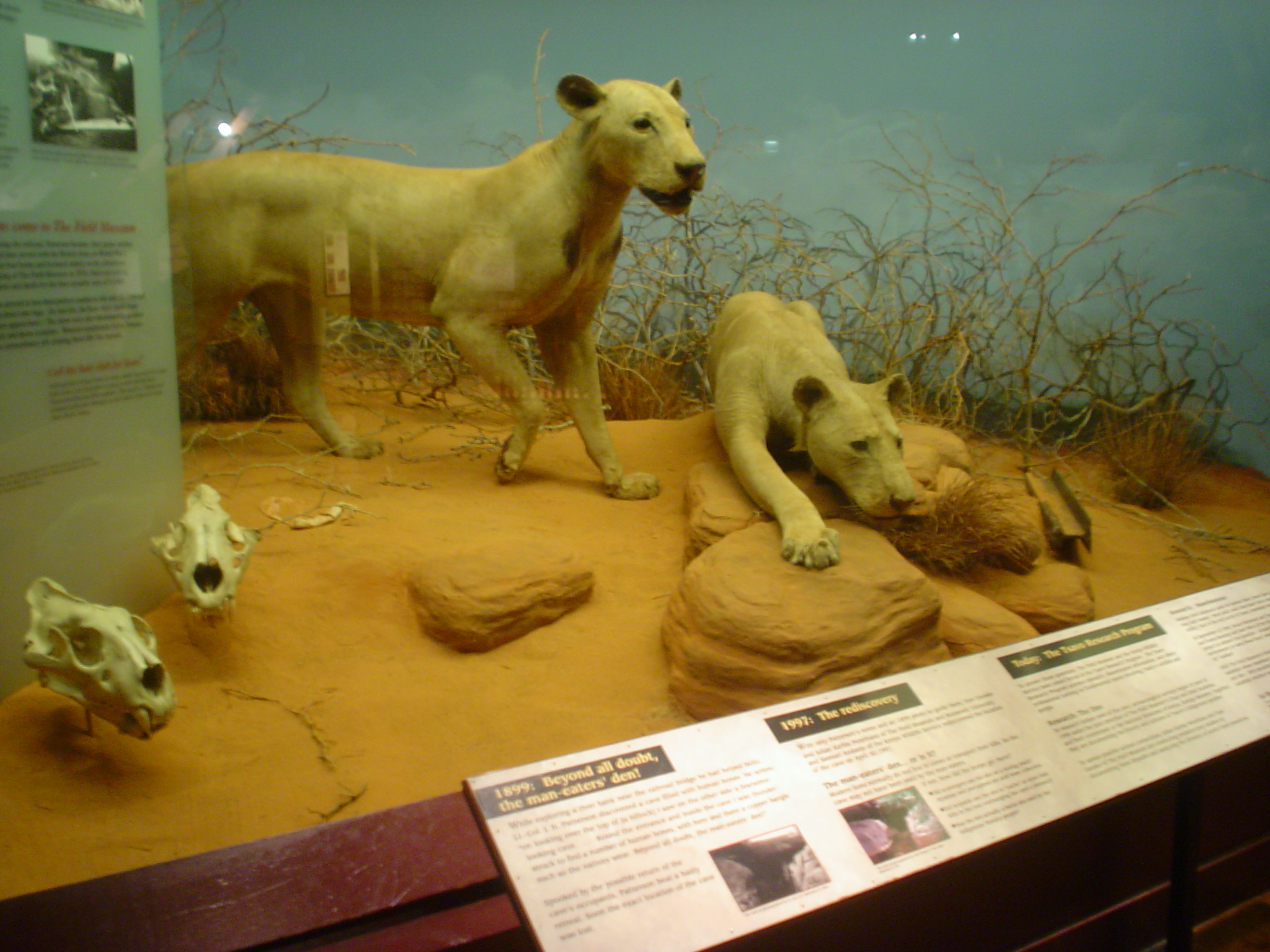
Tsavo-Menschenfresser

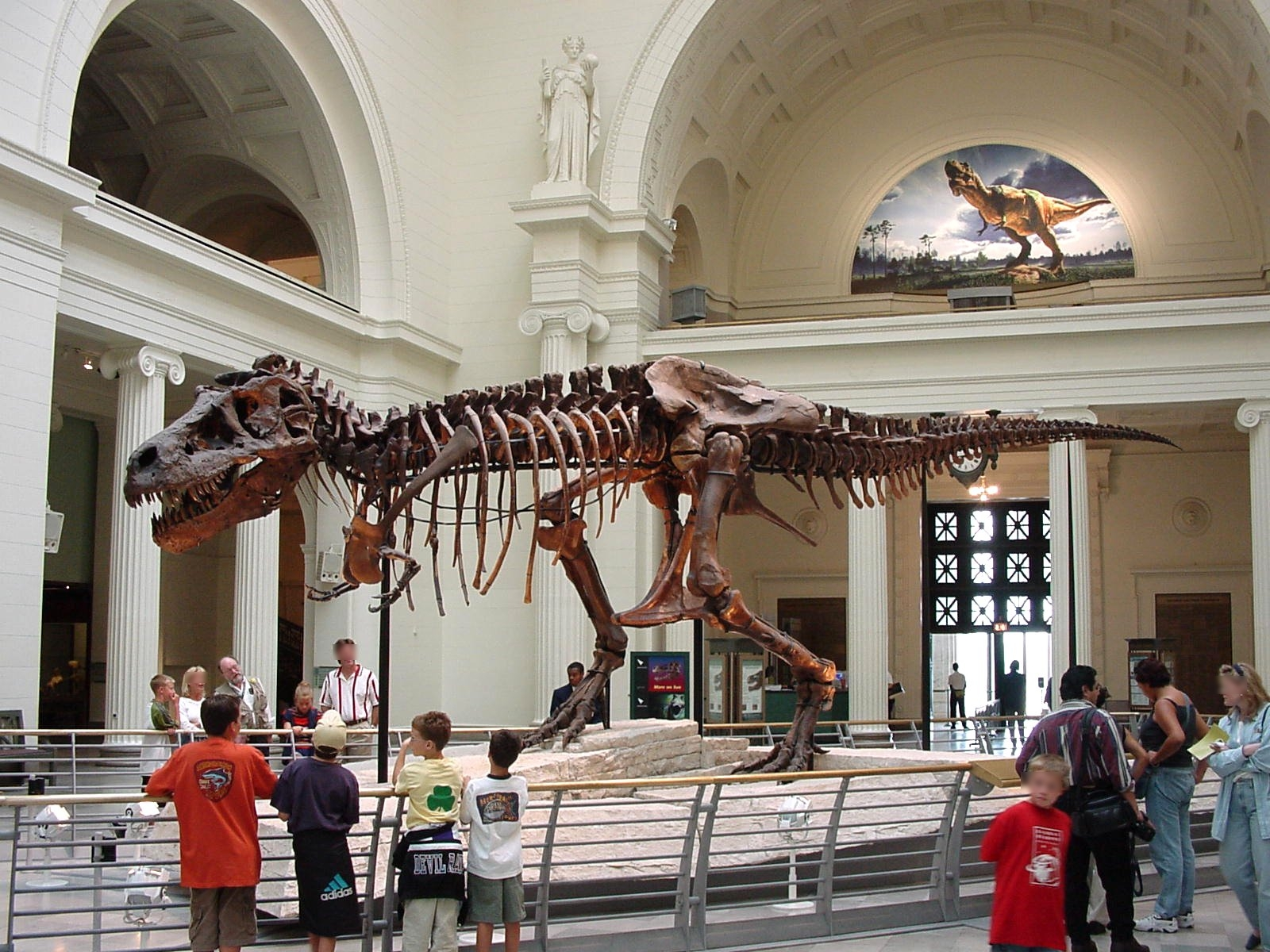
Sue, das bisher besterhaltene Skelett eines Tyrannosaurus rex

  - Grainger Galerie der Mineralien und Kulturschätze
  - Halle der Jade
  - McDonald’s Labor für Fossilpräparation
  - Bewegte Erde
  - Paläontologie
  - Sue

- Völkerkunde
  - Afrika
  - Vergangenes Ägypten
  - Eskimos und nordwestliche Küstenstämme
  - Die ersten Amerikaner
  - Asien
  - Reise über den Pazifik

## Sonstiges
- Die Handlung der Buchvorlage für den Film Das Relikt von Douglas Preston und Lincoln Child spielt im American Museum of Natural History, der Film selbst wurde aber im Field Museum of Natural History gedreht.[4]
- In Damien – Omen II war das Field Museum of Natural History die Kulisse für das Thorn Museum.[4]
- Die Wandgemälde der Dauerausstellung The Story of Food Plants stammen vom deutschen Dekorations- und Kunstmaler Julius Mössel.[5]